# А1 ТВ
А1 телевизија (такође познато као А1 ТВ или само А1) црногорска је телевизијска мрежа која је почела са емитовањем 28. марта 2018. године. Седиште телевизије се налази на адреси Станка Драгојевића 4, Подгорица.
Програм А1 састоји се од међународних филмова и серија, као и домаћег садржаја. Телевизија производи мноштво емисија.